# Тростянец (Залозецкая поселковая община)
Тростянец (укр. Тростянець) — село в Залозецкой поселковой общине Тернопольского района Тернопольской области Украины.
Код КОАТУУ — 6122688901. Население по переписи 2001 года составляло 227 человек.
До 2020 года входило в Зборовский район.

## Географическое положение
Село Тростянец находится у истоков небольшой реки Смолянка, которая через 7 км впадает в реку Серет,
ниже по течению на расстоянии в 5 км расположен посёлок Залозцы.
На расстоянии в 2 км к югу от села расположено село Белокриница.
Рядом проходит автомобильная дорога Т-2013.

## История
- 1437 год — дата основания.

## Объекты социальной сферы
- Школа I ст.
- Клуб.
- Фельдшерско-акушерский пункт.